# Borsucznik amerykański
Borsucznik amerykański, borsuk amerykański (Taxidea taxus) – gatunek drapieżnego ssaka z rodziny łasicowatych (Mustelidae), jedyny przedstawiciel rodzaju Taxidea. 

## Systematyka
Takson po raz pierwszy opisany przez J. C. D. Schrebera w 1777 roku pod nazwą Ursus taxus. Jako miejsce typowe autor wskazał Labrador i Zatokę Hudsona, ograniczone do Carman w Manitobie przez C. A. Longa. Jedyny przedstawiciel rodzaju Taxidea utworzonego przez Waterhouse'a w 1838 roku.

### Gatunek typowy
Ursus meles labradorius Gmelin, 1788 (= Ursus taxus Schreber, 1777)

### Podgatunki
Wyróżniono pięć podgatunków T. taxus na podstawie różnic w wielkości czaszki i koloru owłosienia:
- T. taxus taxus – Wielkie Równiny od Stanów Zjednoczonych do Kanady
- T. taxus jeffersonii – zachodnie Stany Zjednoczone, południowa Kolumbia Brytyjska
- T. taxus jacksoni – północno-środkowe Stany Zjednoczone, południowe Ontario w Kanadzie
- T. taxus berlandieri – południowa część Stanów Zjednoczonych
- T. taxus marylandica – podgatunek wymarły, szczątki znalezione w Cumberland Cave, w stanie Maryland w osadach plejstoceńskich[2]

## Nazewnictwo
W polskiej literaturze zoologicznej gatunek Taxidea taxus był oznaczany nazwą „borsuk amerykański”. W wydanej w 2015 roku przez Muzeum i Instytut Zoologii Polskiej Akademii Nauk publikacji „Polskie nazewnictwo ssaków świata” gatunkowi nadano nazwę „borsucznik amerykański” (rodzaj „borsucznik”), rezerwując nazwę „borsuk” dla rodzaju Meles.

## Charakterystyka
Zamieszkuje prerie, półpustynie i góry od południowo-zachodniej Kanady po środkowy Meksyk. Długość jego ciała wynosi 600-730 mm, ogona do 105-135 mm, tylnych stóp 95-128 mm. Masa ciała 4-12 kg. Sierść szara lub rudawoszara, na pyszczku charakterystyczne wzory: białe i ciemne, podłużne, nieregularne pręgi bięgnące od jednego do drugiego ucha, przez środek głowy biegnie biały pasek od nosa po łopatkę.
Poza okresem godowym żyje samotnie w norach, poluje wieczorem na małe gryzonie i bezkręgowce, czasem zjada też korzonki i owoce. Ciąża trwa 8 miesięcy, od 1 do 7 młodych. Nadal licznie występuje.